# موضي الخلف
موضي الخلف أول دبلوماسية سعودية تتولى منصب مساعد ملحق في الملحقية الثقافية السعودية بأمريكا، وذلك أعلى منصب دبلوماسي تحصل عليه امرأة سعودية في ملحقيات المملكة العربية السعودية في الخارج. كما عُينت عضوا في مجلس الشورى السعودي (الدورة السابعة) ديسمبر 2016 وهي ثاني دورة تشارك فيها المرأة السعودية في مجلس الشورى السعودي.

## النشأة والتعليم
ولدت الخلف في المملكة العربية السعودية. تخرجت من قسم اللغة الإنجليزية وآدابها عام 1995 وأكملت درجة الماجستير في اللغويات التطبيقية عام 2002. أكملت درجة الدكتوراه وحصلت على درجة الدكتوراه في اللغويات التطبيقية مع تخصص في اللغويات الحاسوبية من جامعة الأميرة نورة بنت عبد الرحمن في عام 2007. وحصلت على درجة تنفيذية من كلية ستانفورد للدراسات العليا في إدارة الأعمال عام 2022.

## أعمالها
عضو هيئة التدريس جامعة الأميرة نورة بنت عبد الرحمن بالرياض.
- دبلوماسية سعودية في الملحقية الثقافية في السفارة السعودية في واشنطن.
- مساعد الملحق الثقافي للشؤون الثقافية والاجتماعية- الملحقية الثقافية لسفارة خادم الحرمين الشريفين بأمريكا من 1434هـ - 1437 هـ ومن ضمن المهام المسندة بهذا المنصب:

· دعم التواصل الثقافي مع المجتمع الأمريكي بشتى قنواته
· الاشراف على الأندية الطلابية السعودية وانشطتها الثقافية بالجامعات الأمريكية
· متابعة القضايا القانونية والاجتماعية المتعلقة بالمبتعثين مع الجهات المختصة بامريكا والمملكة
· الاشراف على مطبوعات الملحقية الثقافية الاعلامية ووسائل التواصل الاجتماعي الخاصة بها
. تنظيم والاشراف على معرض يوم المهنة بأمريكا لخدمة خريجي برنامج خادم الحرمين الشريفين للابتعاث الخارجي من 2011الى 2015 ويعد أكبر معرض لتوظيف السعوديين خارج المملكة 
· الأشراف على تأسيس قاعة الملك عبد الله الثقافية بالملحقية الثقافية بأمريكا 2015 م 
- مدير الشؤون الثقافية والاجتماعية بالملحقية الثقافية لسفارة خادم الحرمين الشريفين بأمريكا من 2008 م إلى 2012 م

· رئيس تحرير مجلة «المبتعث» الصادرة من الملحقية الثقافية بأمريكا من 2008 م إلى 2015 م
· أمين سر مجلس الأندية الطلابية للمبتعثين السعوديين بالجامعات الأمريكية من 2008 م إلى 2015 م
- مدير أول قسم نسائي في وزارة التعليم (التعليم العالي سابقاً) من 2007 م إلى 2008 م
- تأسيس وإدارة «مركز تطوير الذات» بكلية التربية للبنات بالرياض والمختص بالخدمات البحثية لطالبات الدراسات العليا في المملكة من 2001 م إلى 2004 م
- كاتبة مقالات رأي في جريدة عرب نيوز من 2005 م إلى 2007 م
- تأسيس أول مطعم سعودي في منطقة واشنطن العاصمة الأمريكية سنة 2015 والذي حصل على تقييم ضمن أفضل 50 مطعما في الولاية.

## الانتقادات
تعرضت لانتقادات في تويتر بسبب امتلاكها لمطعم سعودي في واشنطن وهي لا زالت على رأس العمل، وكان ردها أنها فخورة بامتلاك مشروع يعرف بالثقافة السعودية وأضافت بأنها سترفع قضية على كل من يتهمها بالفساد او "قاذفي الذمم" كما اسمتهم في تغريداتها.